# كوتارو إينابا
كوتارو إينابا (باليابانية: 稲葉洸太郎؛ بالكانا: いなば こうたろう) هو لاعب كرة قدم ياباني، ولد في 22 ديسمبر 1982 في طوكيو في اليابان. شارك مع منتخب اليابان الوطني لكرة قدم الصالات. أما مع النوادي، فقد لعب مع Bardral Urayasu ‏.

## وصلات خارجية
- كوتارو إينابا على موقع الاتحاد الدولي (مؤرشف)  (الإنجليزية)